# اولنووا-لز-والونسین
اولنووا-لز-والونسین (به فرانسوی: Aulnoy-lez-Valenciennes) یک کمون در فرانسه است که در canton of Valenciennes-Sud واقع شده‌است. اولنووا-لز-والونسین ۶٫۱۲ کیلومتر مربع مساحت دارد ۳۷ متر بالاتر از سطح دریا واقع شده‌است.